# OMEGA-Sendemast Trelew
Der OMEGA-Sendemast Trelew war ein 40 km nördlich von Trelew, Argentinien, gelegener Sendemast. Er war das höchste je in Südamerika errichtete Bauwerk. Er war ein 366 Meter hoher, gegen Erde isolierter, abgespannter Stahlfachwerkmast, der zur Abstrahlung von Sendesignalen für das OMEGA-Navigationsverfahren im Längstwellenbereich diente.
Der westlich der argentinischen Nationalstraße 3 gelegene Sendemast fungierte als „Station F“ des OMEGA-Systems und wurde von 1973 bis 1976 errichtet. Nach Abschaltung des OMEGA-Navigationsverfahrens am 30. September 1997 wurde er am 23. Juni 1998 durch Sprengung abgerissen. Er war seinerzeit das höchste durch Sprengung abgerissene Bauwerk der Welt.